# Minerva (Nowy Jork)
Minerva – miasto w Stanach Zjednoczonych, w stanie Nowy Jork, w hrabstwie Essex.